# 맥스 프리드

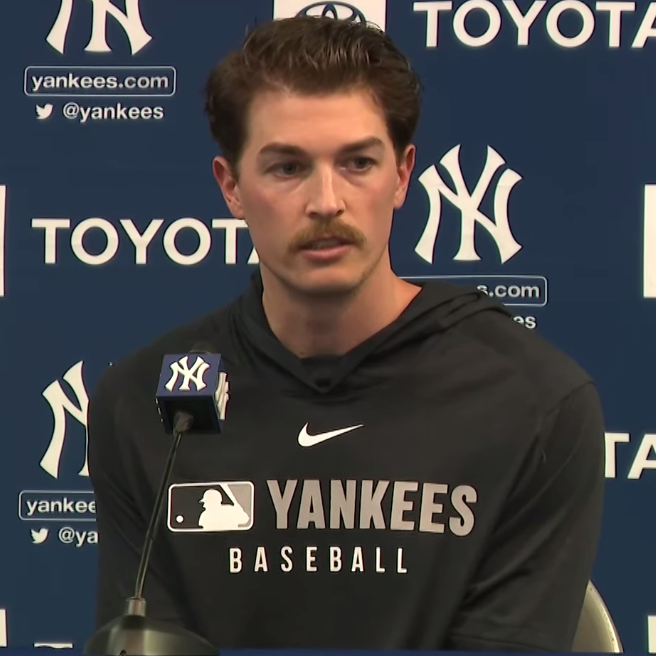
2025년 뉴욕 양키스 소속의 프리드

맥스 도리언 프리드(영어: Max Dorian Fried, 1994년 1월 18일~)는 미국의 프로 야구 투수로, 메이저 리그 베이스볼(MLB)의 뉴욕 양키스 소속이다. 이전에 애틀랜타 브레이브스에서 뛰었다.
프리드는 2012년 메이저 리그 베이스볼 드래프트에서 샌디에이고 파드리스에 의해 1라운드 전체 7순위로 지명되었다. 2014년에 브레이브스로 트레이드되었고, 2017년에 MLB 데뷔를 했다. 2019년에 17승으로 내셔널 리그에서 2위를 차지했고, 2020년에 7승으로 다시 내셔널 리그에서 2위를 차지했다. 프리드는 휴스턴 애스트로스와의 2021년 월드 시리즈 마지막 경기에서 6이닝 무실점 투구를 펼쳐 브레이브스가 26년 만에 첫 월드 시리즈 우승을 차지하는 데 기여했다. 2023년까지 프리드는 브레이브스 투수들 중 최고의 통산 승률인 0.705를 기록했다.
2020년에 프리드는 내셔널 리그 골드글러브 투수 부문과 필딩 바이블 투수 부문을 수상했다. 2021년에는 다시 골드글러브와 투수 실버 슬러거 상을 수상하여 MLB 역사상 같은 해에 두 상을 모두 수상한 세 번째 투수가 되었다. 이 두 해 동안 올-MLB 팀에도 지명되었다. 2022년에는 생애 처음으로 올스타에 선정되었고, 투수 부문에서 세 번째 연속 골드글러브를 수상했다. 2024년에는 다시 올스타에 선정되었다.

## 어린 시절
프리드는 캘리포니아주 엔시노 (로스앤젤레스)에서 캐리와 조나단 프리드의 둘째 아들로 태어나고 자랐으며, 유대인이다. 그의 남동생 제이크 또한 투수였으며, 애리조나 대학교에 다녔다. 맥스는 7살 때 엔시노 (로스앤젤레스)의 레지 스미스 야구 아카데미에 다니기 시작했으며, 은퇴한 외야수에게서 커브볼 던지는 법을 배웠다. 프리드는 이스라엘에서 금메달을 획득한 2009 마카비아 경기 대회 미국 주니어 야구팀에서 투수로 활약했다.
프리드는 처음에는 밴나이즈의 몬트클레어 대학 준비 학교에 다녔는데, 그곳에서 야구, 미식축구, 농구를 했다. 2학년 때 이선 카츠를 투수 코치로 두고 10승 3패 평균자책점 1.81을 기록했으며, 올림픽 리그 MVP와 All-캘리포니아 주립 학교 연맹 (CIF) 디비전 V 첫 팀에 선정되었다. 3학년 때 프리드는 7승 3패 평균자책점 1.31을 기록했으며, 69이닝 동안 100삼진을 잡았고, 외야수로도 뛰며 타율 0.360에 홈런 4개, 30타점을 기록했다. 2011년 남부 캘리포니아 유대인 스포츠 명예의 전당 남자 고등학교 올해의 선수로 선정되었다.
몬트클레어 준비 학교가 그의 3학년 이후 야구팀을 해체한 후, 프리드는 로스앤젤레스의 하버드-웨스트레이크 학교로 전학하여 샌디 쿠팩스를 기리는 32번 유니폼을 입고 미래의 MLB 투수들인 루커스 지올리토와 잭 플래허티와 함께 뛰었다. 2012년 그의 고학년 때 프리드는 8승 2패 평균자책점 2.02를 기록했으며, 66이닝 동안 105삼진을 잡았다. 2012년 롤링스-퍼펙트 게임 1st 팀 올-아메리칸이었다.

## 드래프트 및 마이너 리그

### 드래프트 (2012)
샌디에이고 파드리스는 2012년 메이저 리그 베이스볼 드래프트에서 프리드를 1라운드 전체 7순위로 지명했다. 프리드는 UCLA 브루인스 야구 팀에 입학하기로 약속했지만 300만 달러에 파드리스와 계약하기로 결정했다. 베이스볼 아메리카는 그를 드래프트에서 이용 가능한 최고의 좌완 투수로 평가했다.

### 샌디에이고 파드리스 (2012–2014)
프리드는 2012년 애리조나 리그 파드리스에서 프로 데뷔를 했고, 시즌 내내 그곳에서 17.2이닝 동안 0승 1패 평균자책점 3.57을 기록했다. 2013년 포트 웨인 틴캡스에서 뛰었고, 23번의 선발 등판에서 6승 7패 평균자책점 3.49를 기록했다. 그 해 말, 프리드는 MLBPipeline에서 마이너 리그 유망주 43위로 선정되었다. 또한 MiLB.com 파드리스 구단 올스타에 선정되었고, 베이스볼 아메리카는 그의 커브볼을 파드리스 마이너 리그 시스템에서 최고로 평가했다.
2014년에는 MLB.com에서 파드리스의 최고 투수 유망주이자 전체 2위 유망주로 평가받았다.  프리드는 그 해 대부분 부상으로 경기에 나서지 못했고, 7월이 되어서야 시즌 데뷔를 했다. 다음 달인 8월 20일, 프리드는 토미 존 수술을 받았고, 2014년 시즌 남은 기간을 결장했다.

### 애틀랜타 브레이브스 (2014–2017)
2014년 12월 19일, 파드리스는 프리드, 제이스 피터슨, 더스틴 피터슨, 그리고 말렉스 스미스를 애틀랜타 브레이브스로 트레이드했고, 대가로 저스틴 업턴과 에런 노스그래프트를 받았다. 프리드는 토미 존 수술에서 회복하는 동안 2015년 시즌 전체를 결장했다.
2016년 4월 9일 로마 브레이브스에서 복귀했다. 프리드는 2016년 내내 로마에서 뛰면서 21경기(20선발)에서 8승 7패 평균자책점 3.93을 기록했고, 103.0이닝 동안 112개의 삼진을 잡았다. 프리드는 시즌을 마치면서 베이스볼 아메리카에 의해 사우스 애틀랜틱 리그에서 6번째로 뛰어난 유망주로 평가받았다. 그의 패스트볼은 93~94 mph였고, 시즌 후반에는 96~97 mph에 도달했다. 브레이브스는 시즌 후 프리드를 40인 로스터에 추가했다.
프리드는 2017년 시즌 초 처음으로 스프링 트레이닝에 초대되었다. 시즌을 클래스 AA 수준의 미시시피 브레이브스에서 시작했다. 5월 MLB.com에서 브레이브스의 전체 8위 유망주로, 7월에는 마이너 리그 야구 전체 89위 유망주로 평가받았다. 프리드는 4월 30일 주간 남부 리그 이주의 투수로 선정되었다.

## 메이저 리그

### 애틀랜타 브레이브스 (2017–2024)

#### 2017: 메이저 리그 데뷔
프리드는 2017년 8월 5일 애틀랜타 브레이브스로 콜업되었다. 8월 8일 필라델피아 필리스를 상대로 데뷔하여 2이닝 무실점을 기록했으며, 애틀랜타 저널-컨스티튜션의 데이비드 오브라이언은 "파괴적인 커브볼"을 선보였다고 평했다. 2주 후, 프리드는 마이너 리그로 돌아가 AAA 귀넷 브레이브스에 합류했다. 시즌 동안 브레이브스에서 26이닝을 던져 1승 1패 평균자책점 3.81을 기록했다.
2017년 시즌이 끝날 무렵, 프리드는 애리조나 폴 리그의 피오리아 자벨리나스에 합류했으며, 그곳에서 10월 31일 리그 이주의 선수로 선정되었다. 26이닝(리그 3위) 동안 32개의 삼진으로 리그를 이끌었고, 6번의 선발 등판에서 3승 1패 평균자책점 1.73(6위)을 기록했다. 선발 투수 중 피안타율 0.163으로 1위, 9이닝당 최소 주자 허용(7.96)에서 2위를 기록했으며, 애리조나 폴 리그 최고 유망주 팀에 선정되었다. 베이스볼 아메리카는 그를 애리조나 폴 리그 핫 시트 3위로 평가했다. 12월에 브레이브스 감독 브라이언 스니커는 2018년 팀의 5선발로 프리드, 루커스 심스, 또는 다른 투수를 고려할 수도 있다고 말했다.

#### 2018
프리드는 2018년 시즌을 AA 미시시피 브레이브스에서 시작했다. 한 경기 후, 귀넷 스트라이퍼스에 합류했다. 4월에 애틀랜타로 콜업되었다. 2018년 정규 시즌 브레이브스에서 33.2이닝을 던져 1승 4패 44삼진 평균자책점 2.94를 기록했다. 득점권에 주자 있을 때 타자들을 30타수 1안타(0.033)로 묶었고, 득점권에 주자 있고 2아웃 상황에서는 상대 타자들이 14타수 무안타 8삼진을 기록했다.

#### 2019

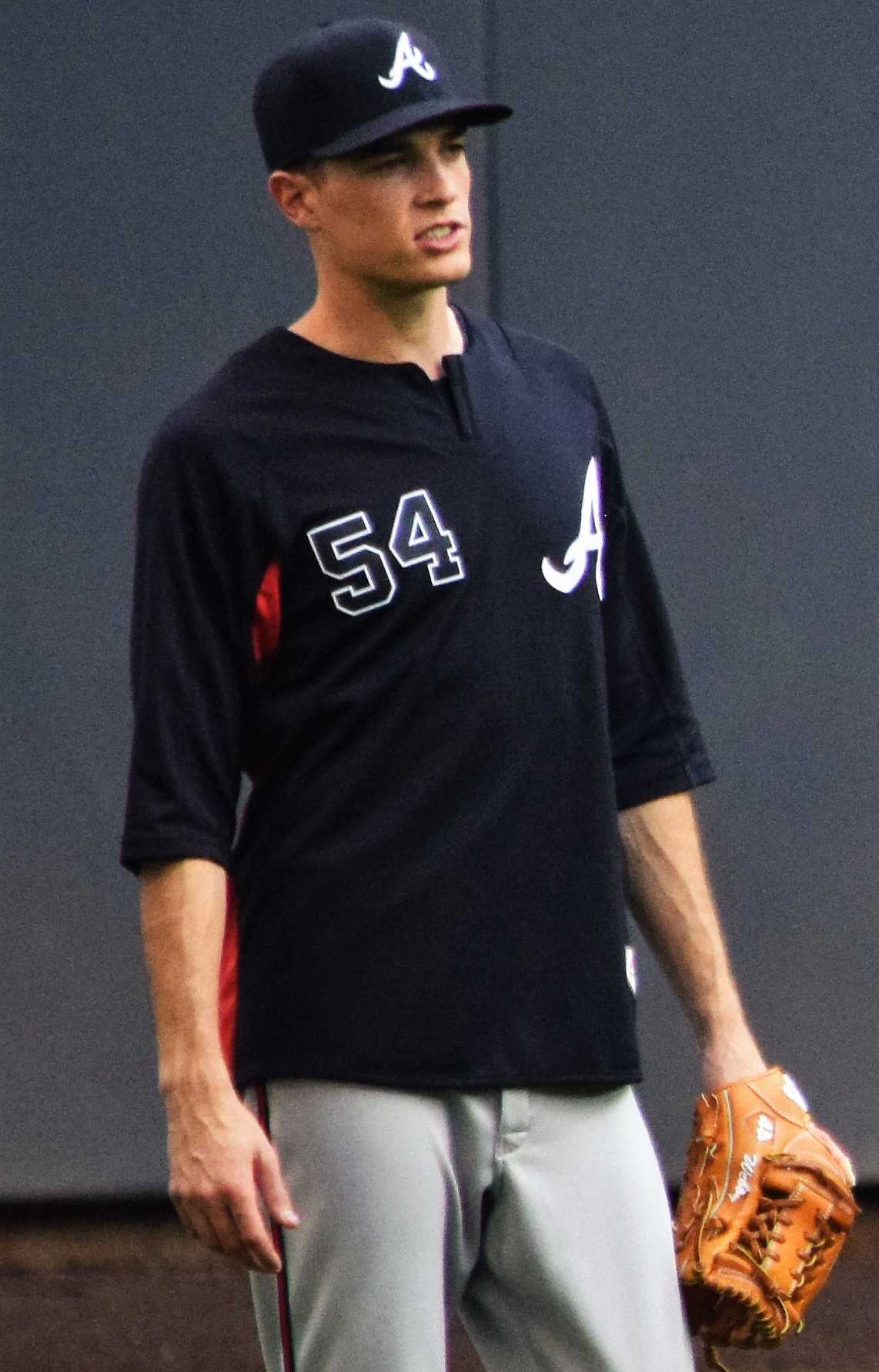
2019년 프리드

프리드는 2019년 시즌을 시작하면서 불펜에 배치되었고, 나중에 선발 로테이션으로 옮겼다. 5월 7일 로스앤젤레스 다저스와의 경기에서 프리드는 알렉스 베르두고가 친 공에 왼손을 맞고 경기에서 이탈했지만, 다음 정규 선발 등판을 했다.
2019년에 프리드는 17승 6패 평균자책점 4.02를 기록했으며, 33경기(30선발)에서 165.2이닝을 던져 173개의 삼진을 잡았다. 그의 17승은 내셔널 리그에서 2위였고, 그의 .739의 승률은 리그에서 5위였다. 모든 내셔널 리그 투수 중 두 번째로 낮은 뜬공 비율(22.2%)과 세 번째로 높은 땅볼 비율(53.6%)을 유도했고, 커브볼을 24.6%의 빈도로 던졌다(리그 6위). 그의 9이닝당 9.398탈삼진은 브레이브스 역사상 한 시즌 5번째로 높았다.
수비에서 34개의 어시스트로 모든 내셔널 리그 투수 중 1위를 차지했으며, 9이닝당 2.23의 레인지 팩터로 2위를 기록했다. 6개의 수비 득점 기여 (DRS) 등급을 기록했으며, 이는 투수 중 메이저 리그 최고였다. 프리드는 또한 타율 0.196 (내셔널 리그 투수 중 9위)/0.262 (6위)/0.268 (10위)을 기록했으며, 최소 50타석을 기록한 모든 내셔널 리그 투수 중 득점(11개)과 BB/SO 비율(0.31)에서 1위를 차지했고, 스윙 스트라이크 비율(7.1%)에서 2번째로 낮았고, 컨택 비율(81.6%)에서 3위, 볼넷(5개)에서 공동 3위를 기록했다.

#### 2020: 골드글러브 및 필딩 바이블 어워드, 올-MLB 퍼스트 팀
시즌 동안 프리드는 브레이브스의 에이스 선발투수로 성장했다.
코로나19로 단축된 2020년 정규 시즌에 프리드는 7승 0패 승패 기록에 평균자책점 2.25, WHIP 1.09를 기록했다. 승패율(1.000)과 견제(4개)에서 메이저 리그 선두를 차지했으며, 투수 WAR에서 내셔널 리그 선두(2.9)를 차지했고, 무키 베츠에 이어 내셔널 리그 전체 WAR에서 2위, 승리에서 내셔널 리그 공동 2위를 기록했다.  타자들을 타구 속도 83.4 mph로 묶었고, 강타 비율은 23.8%로 메이저 리그 전체 투수 중 최하위 2%에 속했다.
9월 6일까지 그의 견제구 4개는 2020년 메이저 리그에서 가장 많았으며, 12번의 견제 시도만으로 이를 달성했다. 2017년 메이저 리그 데뷔 이후 프리드의 14개 견제는 메이저 리그에서 가장 많았으며, 시도한 견제 중 19%를 성공시켰다. 같은 기간 동안 야구 전체 투수들은 견제 시도 중 0.017%만 성공했다. 프리드는 베이브 루스가 1917년에 기록한 이후 처음으로 8번의 선발 등판에서 홈런을 허용하지 않고 팀이 모든 경기에서 승리한 좌완 투수가 되었다.
수비에서 프리드는 2시즌 연속으로 모든 메이저 리그 투수 중 어시스트(15개)에서 1위를 차지했으며, 견제(4개; 2019~2020년 9개로 메이저 리그 1위)에서 MLB 공동 1위를 기록했고, 수비 득점 기여에서 모든 투수 중 1위(5개)를 차지했다.
프리드는 2020 내셔널 리그 골드글러브 투수 부문을 수상했다. 마이크 햄프턴, 그레그 매덕스, 필 니크로에 이어 이 상을 수상한 네 번째 브레이브스 투수가 되었으며, 브레이브스 선수가 투수 부문에서 이 상을 수상한 것은 17년 만이었다. 또한 2020년 필딩 바이블 어워드 투수 부문을 수상했다. 이 상은 메이저 리그에서 투수 중 최고의 수비수에게 주어진다. 2020년 내셔널 리그 사이 영 상 투표에서 5위를 차지했다. 2020년 올-MLB 퍼스트 팀 선발 투수로 지명되었다.

#### 2021: 실버 슬러거 및 골드글러브 어워드, 올-MLB 세컨드 팀

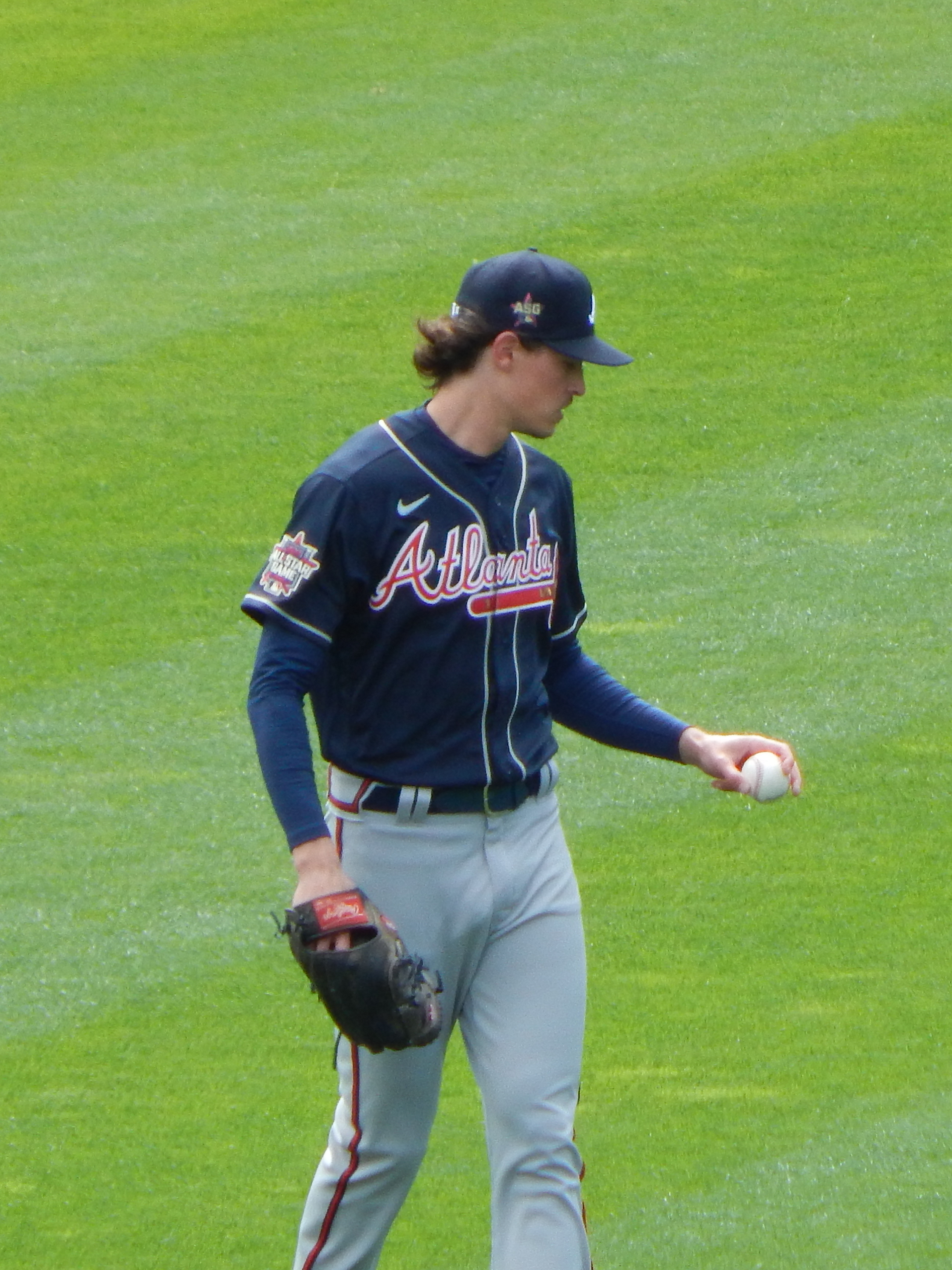
2021년 프리드

프리드는 2021년 브레이브스의 개막일 선발투수였다. 그의 첫 커리어 완봉승은 2021년 8월 20일 볼티모어 오리올스를 상대로 던진 매덕스였다. 프리드는 9월 24일 샌디에이고 파드리스를 상대로 두 번째 매덕스를 던졌다. 시즌 후반기 그의 평균자책점 1.76과 WHIP 0.84는 메이저 리그 최고였다. 1.54의 평균자책점을 기록한 후 9월 이달의 투수 내셔널 리그 투수로 선정되었다.
2021년 정규 시즌에서 프리드는 14승 7패 평균자책점 3.04(내셔널 리그 9위)를 기록했으며, 14승은 내셔널 리그 5위였다. 28번의 선발 등판에서 2개의 완봉승(리그 선두)을 기록했으며, 165.2이닝 동안 9이닝당 평균 7.5안타, 0.8홈런(3위), 2.2볼넷을 허용하여 WHIP 1.087을 기록했다. 그의 9이닝당 8.584삼진은 브레이브스 역사상 11번째로 많았다. 그의 51.8%의 땅볼 비율은 내셔널 리그에서 3번째로 높았으며, 20.0%의 낮은 타구 비율을 유도했다(5위).
타자로서 .273/.322/.327를 기록했다. 그의 타율과 출루율은 모든 투수 중 1위를 차지했으며, 장타율은 2위를 기록했다. 55타수 동안 7득점(2위), 3개의 2루타(2위), 5타점(6위)을 기록했으며, 모든 투수 중 2번째로 높은 타구 속도(90.3 mph)를 기록했고, 8개의 희생 희트(모든 선수 중 8위)를 기록했으며, 4번의 대타로 출전했다. 2021년 7월 4일, 마이애미 말린스를 상대로 대타로 나와 끝내기 안타를 쳤다.
수비에서 프리드는 투수로서 9이닝당 레인지 팩터(1.61)에서 리그 1위, 투수 어시스트에서 3시즌 연속 리그 1위(37개), 그리고 수비 득점 기여에서 3시즌 연속 리그 1위(6개)를 기록했다. 2시즌 연속으로 견제구(6개)에서 메이저 리그 공동 1위를 기록했다.
프리드가 선발 투수로 뛰었던 2019년부터 2021년까지 3년 동안, 모든 내셔널 리그 투수 중 승수(38승)에서 1위, 완봉승(2개)에서 공동 1위를 기록했으며, 그의 커브볼의 수직 움직임에서 2위(-11.6인치; 타자들이 커브볼에 대해 .183/.218/.294를 기록함), 그리고 그에게 맞은 공의 배럴 비율에서 3번째로 낮았다(5.0%). 이 3년 동안 타격에서 내셔널 리그 투수 중 득점(18점), 2루타(7개), 출루율(0.292), WAR(1.3)에서 1위를 차지했으며, 삼진율(25.8%)에서 2번째로 낮았고, 타율(0.234), 장타율(0.297), OPS(0.589), 볼넷(9개)에서 3위를 기록했다. 이 3년 동안 수비에서 모든 내셔널 리그 투수 중 어시스트(86개)에서 1위를 차지했다.
프리드는 2021년 월드 시리즈 마지막 경기에서 휴스턴 애스트로스를 상대로 6이닝 무실점을 기록하며 승리했으며, 애스트로스는 시즌 동안 타율과 득점에서 메이저 리그를 이끌었던 팀이었다. 휴스턴의 3회 타격 챔피언 호세 알투베는 "그는 거의 공략 불가능했다"고 말했다.
프리드는 2021년 내셔널 리그 골드글러브 투수 부문을 수상하며 2년 연속 수상했다. 그레그 매덕스와 필 니크로에 이어 여러 번 골드글러브를 수상한 세 번째 브레이브스 투수가 되었다. 메이저 리그 감독과 코치(리그 내에서만 투표하며, 자신의 팀 선수는 투표할 수 없음)가 선정 과정의 75%를 차지하고, 나머지 25%는 세이버메트릭스 요소이다.
프리드는 또한 2021년 내셔널 리그 실버 슬러거 상 투수 부문을 수상했다. 이 상은 각 MLB 팀의 감독과 세 명의 코치(감독/코치는 자기 팀 선수에게 투표할 수 없음)의 투표로 결정되는 내셔널 리그 투수 중 최고의 타격 선수에게 주어졌다. 프리드는 마이크 햄프턴 (2003)과 잭 그레인키 (2019)에 이어 MLB 역사상 세 번째로 같은 시즌에 실버 슬러거 상과 골드글러브를 모두 수상한 투수가 되었다. 프리드는 내셔널 리그가 2022년에 지명 타자를 영구적으로 도입하면서 투수 실버 슬러거 상의 마지막 수상자가 되었다.
2021년 올-MLB 세컨드 팀 선발 투수로 지명되어 두 번째 연속 올-MLB 선발을 얻었다.
2021년까지 브레이브스 역대 리더 중 프리드는 승패율(.690)에서 2위(뒤는 러스 오티즈와 앞은 그레그 매덕스)였다.

#### 2022: 올스타 및 골드글러브 어워드
프리드는 2022년 두 번째 연속 개막일 선발 투수로 지명되었다. 프리드의 2022년 시즌 연봉은 중재를 통해 685만 달러로 책정되었다. 시즌 중반 2022년 메이저 리그 베이스볼 올스타전 로스터에 지명되었다.
시즌 동안 프리드는 14승 7패 평균자책점 2.48(내셔널 리그 3위; 애틀랜타 프랜차이즈 역사상 10번째로 낮음)을 기록했으며, 30번의 선발 등판에서 185.1이닝 동안 170개의 삼진을 잡았다. 내셔널 리그에서 가장 낮은 강타구 비율(24.5%)과 가장 낮은 배럴 비율(4.0%)을 허용했으며, 9이닝당 최소 볼넷(1.55)에서 2위, 삼진/볼넷(5.31)과 9이닝당 최소 홈런(0.58)에서 3위, 땅볼 비율(51.2%)에서 4위, 그리고 가장 높은 잔루율 (78.2%)에서 공동 5위를 기록했다. 그의 커브볼은 모든 내셔널 리그 투수 중 가장 높은 수직 움직임을 보였고, 그에게 맞은 공의 타구 속도(86.2 mph)는 내셔널 리그에서 3번째로 낮았으며, 타자들이 스트라이크존 밖의 그의 투구에 스윙한 비율은 36.8%로 내셔널 리그에서 4번째로 높은 비율이었다.
2019년부터 2022년까지 4시즌 동안 모든 메이저 리그 투수 중 가장 낮은 배럴 비율(4.6%)을 기록했으며, 그의 52승은 메이저 리그에서 게릿 콜의 56승에 이어 2위였다. 수비에서 상대는 그에게 뛰는 것을 주저하게 되었다. 2017년 메이저 리그 데뷔 이후 그의 23개 견제는 메이저 리그에서 가장 많았으며, 그의 통산 견제 시도 중 14.29%를 성공시켰는데, 이는 메이저 리그 평균인 1.6%보다 훨씬 높은 비율이다.
프리드는 2022년 내셔널 리그 골드글러브 투수 부문 수상자로 선정되어 세 번째 연속 골드글러브를 수상했다. 그레그 매덕스 이후 처음으로 3연속 골드글러브를 수상한 브레이브스 투수가 되었다. 3연속 수상한 다른 투수로는 하비 해딕스, 보비 샨츠, 밥 깁슨, 필 니크로, 잭 그레인키가 있다. 프리드는 2022년 내셔널 리그 사이 영 상 투표에서 2위를 차지했다. 2020년에 5위를 차지했던 것을 포함하여 3년 만에 두 번째로 사이 영 상 투표에서 상위 5위 안에 들었다. 2022년 시즌이 끝날 무렵, 프리드는 세 번째 연속 올-MLB 팀에 선정되었다.

#### 2023
프리드의 2023년 시즌 연봉 1,350만 달러는 다시 중재 과정을 통해 결정되었다. 세 번째 연속 개막전 선발 투수였던 프리드는 워싱턴 내셔널스와의 경기에서 4회에 교체되었다. 4월 초와 5월 초에 15일 부상자 명단에 있었는데, 처음에는 왼쪽 햄스트링 부상, 그 다음에는 왼쪽 팔뚝 부상이었다. 6월 5일, 프리드는 60일 부상자 명단으로 이적되었다. 8월 4일 복귀했다.
2023년 정규 시즌에서 프리드는 8승 1패 평균자책점 2.55(최소 14번의 선발 등판을 기록한 투수 중 메이저 리그에서 두 번째로 낮음)를 기록했으며, 14번의 선발 등판에서 1개의 완봉승을 기록했고, 77.2이닝 동안 80개의 삼진을 잡고 18개의 볼넷을 허용했다. 그의 커브볼에 대해 타자들은 .109의 타율을 기록했다. 2023년에 70이닝 이상을 던진 내셔널 리그 투수 중 땅볼 비율(57.7%)과 가장 낮은 강타 비율(24.2%)에서 2위, 가장 낮은 배럴 비율(3.8%)에서 3위, 평균자책점에서 5위, 잔루 비율(82.3%)과 가장 낮은 평균 타구 속도(86.5 mph)에서 6위, 가장 낮은 라인 드라이브 비율(16.8%)에서 7위, 9이닝당 홈런(0.81)에서 9위를 기록했다.
시즌을 마치면서 브레이브스의 역대 최고 승률(.705), 9이닝당 삼진(8.835) 2위, 삼진/볼넷(3.688) 4위, WHIP(1.163) 8위, 9이닝당 안타(8.075) 10위를 기록했다.
2019년 첫 풀 시즌부터 2023년 정규 시즌 종료까지, 프리드는 60승을 기록하며 내셔널 리그에서 가장 많았고, 이 기간 동안 게릿 콜의 71승에 이어 2위였다. 2017년 데뷔 이후 그의 25개 견제는 메이저 리그에서 가장 많았으며, 그의 커리어 견제 시도 중 14.5%를 성공시켰는데, 이는 해당 기간 동안 MLB 평균인 1.7%보다 훨씬 높은 비율이다.

#### 2024: 올스타
프리드와 브레이브스는 2024년 시즌에 1년 1500만 달러 계약에 합의했으며, 이는 그가 자유 계약 선수가 되기 전 마지막 시즌이었다. 프리드의 개막전 선발 연패는 스펜서 스트라이더에 의해 중단되었다. 프리드의 시즌 데뷔전이자 필라델피아 필리스와의 시즌 두 번째 경기에서 단 두 개의 아웃만을 기록했다. 4월 23일, 프리드는 마이애미 말린스를 상대로 완봉승을 거두었으며, 29명의 타자를 상대하고 92개의 투구를 던져 자신의 세 번째 매덕스를 기록했다. 올스타전에서 내셔널 리그 팀을 위해 무실점 이닝을 던졌으며, 이는 그의 경력에서 두 번째 올스타전 출전이었다.

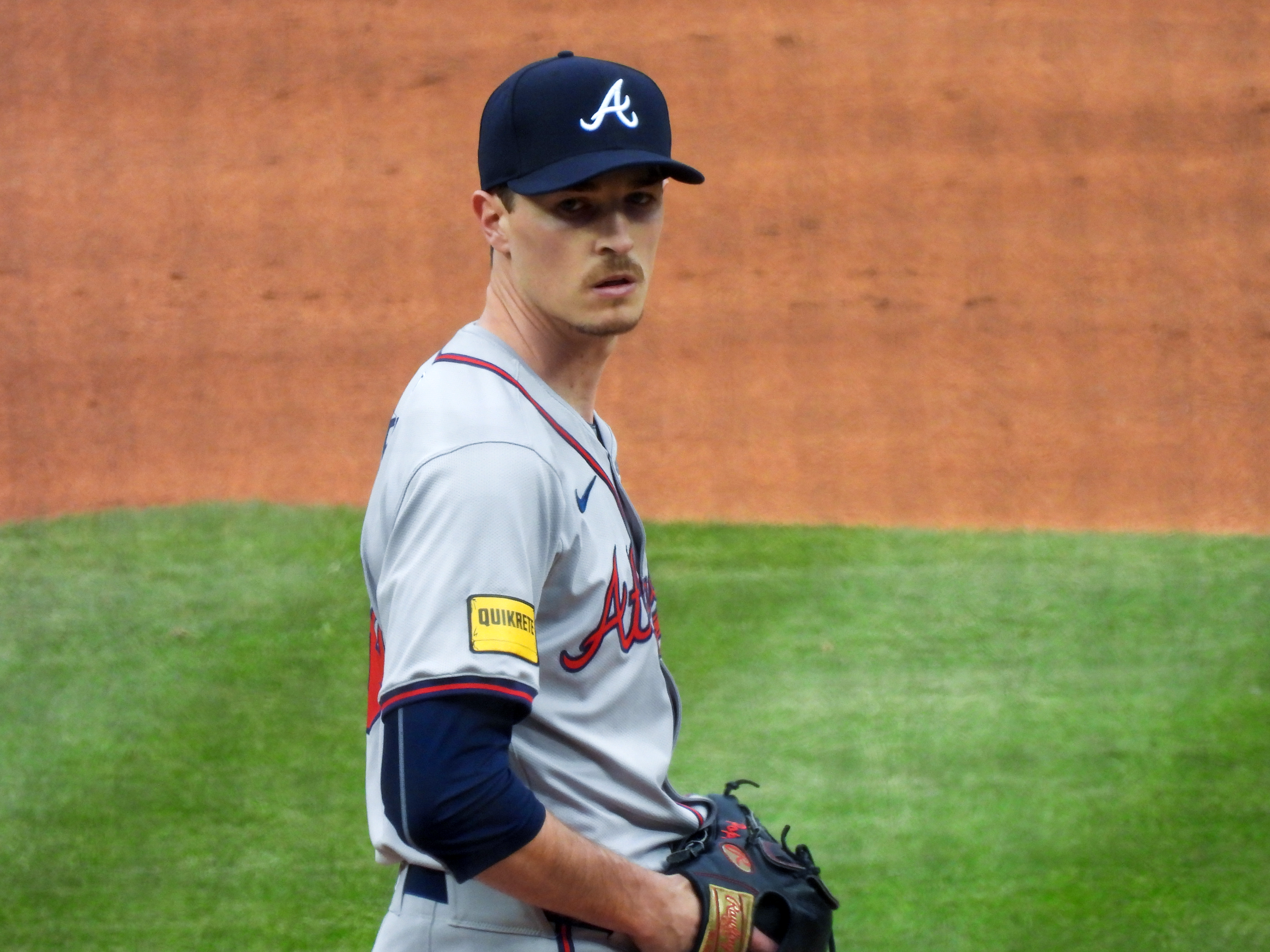
2024년 애틀랜타 브레이브스 소속의 프리드

2024년에 프리드는 29번의 선발 등판에서 174.1이닝 동안 11승 10패 1완봉승을 기록했으며, 146개의 안타와 57개의 볼넷을 허용하는 동안 166개의 삼진을 잡았고, 내셔널 리그에서 가장 높은 땅볼 비율(58.8%)을 기록했으며, 두 번째로 낮은 타구 속도(86.3 mph)와 유도한 "강한 타구" 접촉 비율(26.1%)을 기록했다. 평균자책점 3.25(내셔널 리그 5위), 9이닝당 7.5안타(7위), 9이닝당 0.64홈런(4위), WHIP 1.164(8위)를 기록했으며, 상대 타자들의 타율을 0.225(7위)로 묶었고, 수비에서는 1.000의 수비율로 리그 공동 1위를 기록했다. 프리드는 시즌이 끝난 후 브레이브스에게서 퀄리파잉 오퍼를 받았으나, 이를 거절했다.

### 뉴욕 양키스 (2025–현재)
2024년 12월 17일, 프리드는 뉴욕 양키스와 8년, 2억 1,800만 달러 계약을 체결했다. 이는 MLB 역사상 좌완 투수에게 주어진 가장 큰 계약이자, 모든 투수를 통틀어 네 번째로 큰 계약이었다.
프리드는 2025년 3월 29일 밀워키 브루어스를 상대로 양키스 데뷔전을 치렀다. 4 2⁄3 이닝을 던져 7안타 2실점, 2볼넷 4삼진을 기록했다. 4월 4일, 피츠버그 파이리츠와의 9-4 승리 경기에서 5 2⁄3 이닝을 던져 6안타 1실점, 1볼넷 6삼진을 기록하며 양키스 선수로서 첫 승을 거두었다. 4월 9일, 프리드는 10개 이상의 삼진을 잡은 자신의 6번째 경기를 기록하며 양키스가 디트로이트 타이거스를 4-3으로 이기는 데 기여했다. 4월 20일, 프리드는 탬파베이 레이스와의 4-0 승리 경기에서 노히트 기록이 깨졌다. 이는 공식 기록원이 폴 골드슈미트의 글러브를 맞고 나간 챈들러 심슨의 단타를 원래 에러로 기록했다가 6회에 안타로 변경했기 때문이었다. 5승 0패 평균자책점 1.19를 기록한 후 4월 아메리칸 리그 이달의 투수로 선정되었다.

## 투구 스타일
프리드는 94–96-마일-매-시 (151–154 km/h)의 포심 속구를 던진다. 또한 74-마일-매-시 (119 km/h)의 "플러스" 커브볼 (샌디 쿠팩스의 커브볼을 본떠서 만들었다), 85-마일-매-시 (137 km/h)의 슬라이더 (2019년부터), 93-마일-매-시 (150 km/h)의 싱커, 그리고 86-마일-매-시 (138 km/h)의 체인지업을 던진다. 2021년에는 커브볼에 대해 가장 낮은 타율(.160)을 기록했다.

## 같이 보기
- 골드글러브 투수 수상자 목록
- 실버 슬러거 상 수상자 목록
- 토미 존 수술을 받은 야구 선수 목록
- 유대인 메이저 리그 베이스볼 선수 목록
- 메이저 리그 베이스볼 연간 완봉승 리더 목록
- 월드 시리즈 선발 투수 목록